# جودي ديكنسون
جودي ديكنسون (بالإنجليزية: Judy Dickinson)‏ هي لاعبة غولف أمريكية، ولدت في 4 مارس 1950 في آكرون في الولايات المتحدة.

## وصلات خارجية
- جودي ديكنسون على موقع رابطة لاعبات الغولف المحترفات (الإنجليزية)